# Kolob Arch

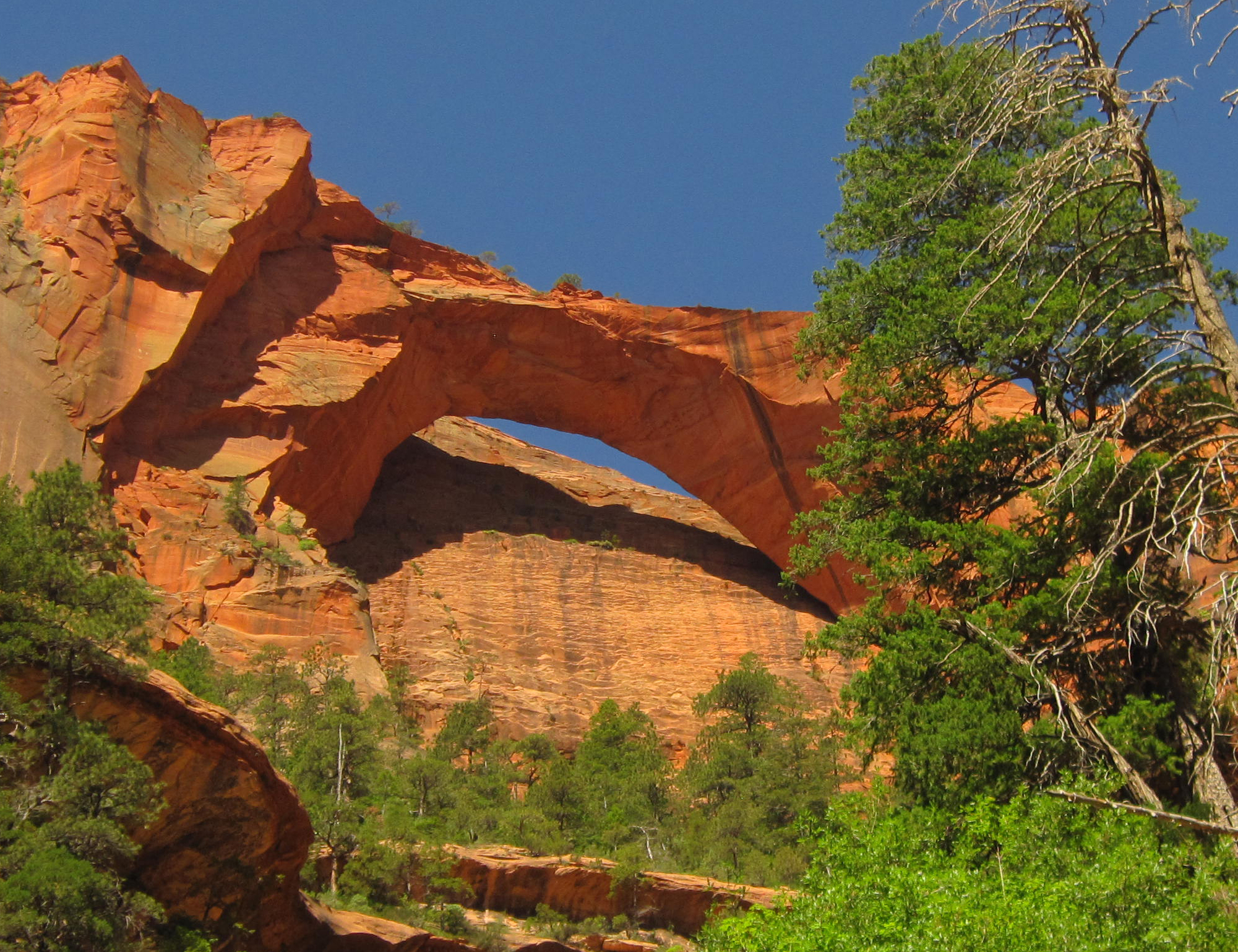
Kolob Arch

Kolob Arch to jeden z największych wolnostojących, naturalnych łuków skalnych na świecie. Znajduje się w stanie Utah w Stanach Zjednoczonych, w północno-wschodniej części Parku Narodowego Zion znanej jako Kolob Canyon.
Rozpiętość zbudowanego z piaskowca łuku budzi pewne kontrowersje i ze względu na trudno dostępne położenie łuku jest trudna do precyzyjnego wyznaczenia. Niektóre źródła, w tym również National Park Service podają jego długość nawet jako 95 metrów, na podstawie pomiarów wykonanych w latach 50. i latach 80. XX wieku. Na tej podstawie czasami bywa określany jako najdłuższy naturalny łuk skalny na świecie, o które to miano rywalizował z łukiem Landscape Arch położonym na obszarze Parku Narodowego Arches, również w Utah. Jednak najnowsze pomiary wykonane w 2004 i 2006 roku przez The Natural Arch and Bridge Society określiły rozpiętość łuku Kolob Arch na 87 metrów i wskazują, że Landscape Arch ma rozpiętość o prawie 1 metr większą.
Kolob Arch znajduje się w stosunkowo trudno dostępnej części parku i zobaczenie go w naturze wymaga co najmniej 22 km marszu tam i z powrotem po oficjalnie wytyczonych szlakach. Najłatwiej udać się tam szlakiem La Verkin Creek Trail z przełęczy Lee Pass na północnym zachodzie w pobliże źródła Beatty Spring. Stamtąd krótki szlak Kolob Arch Trail prowadzi do punktu widokowego, skąd widać łuk.